# Sábado nas igrejas do sétimo dia

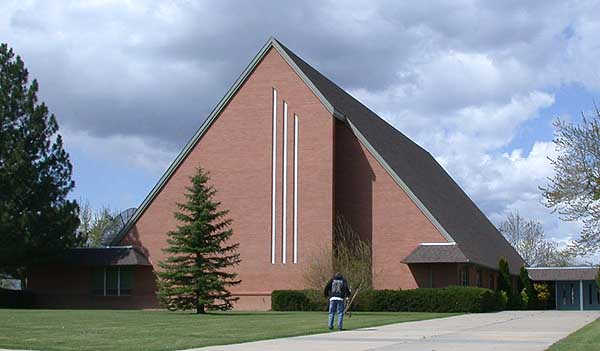
Uma igreja adventista do sétimo dia em Campion, Colorado

O sábado do sétimo dia, observado da noite de sexta-feira até a noite de sábado, é uma parte importante das crenças e práticas das igrejas do sétimo dia. Essas igrejas enfatizam referências da Bíblia Sagrada, como a antiga prática dos hebreus de começar o dia ao pôr do sol e a História da criação no Gênesis, onde uma "tarde e manhã" estabelecia um dia, anterior à entrega dos Dez Mandamentos (portanto, a ordem de "lembrar" o Sábado). Eles sustentam que o Antigo e o Novo Testamento não mostram nenhuma variação na doutrina do sábado no sétimo dia. Sábado, ou o sétimo dia do ciclo semanal, é o único dia em todas as escrituras designado pelo termo sábado. O sétimo dia da semana é reconhecido como sábado em muitas línguas, calendários e doutrinas, incluindo as das igrejas católica, luterana, e ortodoxa.[a]
O sábado bíblico ainda é observado no Judaísmo moderno em relação à Lei Mosaica. Além disso, as Igrejas Ortodoxas de Tewahedo defendem o sabatismo, observando o sábado no sábado, além do Dia do Senhor no domingo.
As denominações católicas, ortodoxas e algumas protestantes observam o Dia do Senhor no domingo e sustentam que o sábado não é mais obrigatório para os cristãos. Por outro lado, congregacionalistas, presbiterianos, metodistas e batistas, bem como muitos episcopais, têm defendido historicamente a visão do sabatismo do primeiro dia, descrevendo o sábado como sendo "transferido" para o Dia do Senhor (domingo), o primeiro dia da semana, fundiu-se com o dia da ressurreição de Cristo, formando um "novo" sábado cristão.
Os "sabatistas do sétimo dia" são cristãos que procuram restabelecer a prática de alguns dos primeiros cristãos que guardavam o sábado de acordo com a prática judaica normal. Eles geralmente acreditam que toda a humanidade é obrigada a guardar os Dez Mandamentos, incluindo o sábado, e que guardar todos os mandamentos é uma responsabilidade moral que honra e mostra amor a Deus como criador, sustentador e redentor. Os sabatistas cristãos do sétimo dia mantêm crenças semelhantes à tradição de que a mudança do sábado foi parte de uma Grande Apostasia na fé cristã. Alguns deles, notadamente a Igreja Adventista do Sétimo Dia, têm tradicionalmente sustentado que a igreja apóstata se formou quando o Bispo de Roma começou a dominar o Ocidente e trouxe a corrupção pagã e permitiu a entrada da adoração e das crenças pagãs de ídolos, e formou a Igreja Romana. Assim, a Igreja Católica, que ensina que as tradições estão acima das Escrituras, também ensinam a descansar do seu trabalho no domingo, em vez do sábado, o que não está de acordo com as Escrituras, e sim com a tradição.
O sábado é uma das características definidoras das denominações do sétimo dia, incluindo Batistas do Sétimo Dia, Adventistas Sabatistas (Adventistas do Sétimo Dia, Adventistas Davidianos do Sétimo Dia, conferências da Igreja de Deus (Sétimo Dia), etc.), Pentecostais Sabatistas (Verdadeira Igreja de Jesus, Igreja dos Soldados da Cruz e outros), Armstrongismo (Igreja de Deus Internacional (Estados Unidos), Casa de Yahweh, Igreja Intercontinental de Deus, Igreja Unida de Deus, etc.), movimento Raízes Hebraicas dos dias modernos, a Igreja Evangelista do Sétimo Dia, entre muitas outras.

## Sábado Bíblico
“Em 3 de março de 321, Constantino sancionou a exigência de que houvesse descanso público do trabalho aos domingos, exceto para os que se dedicavam à agricultura. [...] Mas Constantino chamou [domingo] de 'dia do sol' e é é difícil descobrir por que ele promulgou esta lei."
O sábado foi descrito pela primeira vez no relato bíblico do sétimo dia da criação. A observação e lembrança do sábado é um dos Dez Mandamentos (o quarto nas tradições ortodoxas orientais e na maioria das tradições protestantes, o terceiro nas tradições católica romana e luterana). A maioria das pessoas que observam o sábado do primeiro ou do sétimo dia consideram-no como tendo sido instituído como um convênio perpétuo: "Portanto os filhos de Israel guardarão o sábado, para observar o sábado por todas as suas gerações, por um convênio perpétuo." (Êxodo 31:13-17) (ver também Êxodo 23:12, Deuteronômio 5:13-14) Esta regra também se aplica a estranhos dentro de seus portões, um sinal de respeito pelo dia durante o qual Deus descansou após ter completado a criação em seis dias (Gênesis 2:2-3, Êxodo 20:8-11).

## História

### Igreja primitiva
Em contraste com a maioria das denominações cristãs, as igrejas do Sétimo Dia vêem a adoção do domingo como sábado como um desenvolvimento tardio que não teria sido reconhecido pela Igreja Primitiva. O teólogo adventista do sétimo dia Samuele Bacchiocchi defendeu uma transição gradual da observação judaica do sábado no sábado para a observação no domingo. Sua afirmação era que a mudança ocorreu devido à influência pagã dos convertidos pagãos, à pressão social contra o judaísmo e também ao declínio dos padrões da época. No livro Do sábado Para o Domingo (1977), Ele afirma que o primeiro dia passou a ser chamado de "Dia do Senhor", pois esse era o nome conhecido como o deus-sol Baal pelos pagãos, então eles estavam familiarizados com ele e assim foi apresentado pelos líderes em Roma para ganhar conversos e finalmente escolhido pelos cristãos em Roma para se diferenciar dos judeus, que se rebelaram, e do sábado. De acordo com Justino Mártir (que viveu entre 100 e 165 anos), os cristãos também adoravam no domingo porque "possuía uma certa importância misteriosa". Os adventistas do sétimo dia apontam o papel desempenhado pelo Papa ou pelo imperador romano Constantino I na transição do sábado para o domingo, com a lei de Constantino declarando que o domingo era um dia de descanso para aqueles que não estavam envolvidos no trabalho agrícola. No livro de Rich Robinson de 2014, Cristo no Sábado, ele escreve que:
Todos os juízes, moradores da cidade e artesãos descansarão no venerável dia do sol. Os camponeses, porém, podem dedicar-se livremente ao cultivo dos campos, porque muitas vezes acontece que nenhum outro dia é mais adequado para plantar o grão nos sulcos ou as vinhas nas trincheiras. Para que a vantagem concedida pela providência celestial não pereça por um curto período de tempo.
Segundo RJ Bauckham, a igreja pós-apostólica tinha práticas diversas em relação ao sábado.
O Imperador Aureliano iniciou um novo culto ao Sol em 274 DC e ordenanças pagãs foram instituídas a fim de transformar a antiga idolatria romana e a adesão ao culto ao Sol. O imperador Constantino promulgou então as primeiras Leis Dominicais, para o "venerável Dia do Sol" em 321 DC. Em 7 de março de 321, o imperador romano Constantino I emitiu um decreto tornando o domingo um dia de descanso do trabalho, declarando:
"Esta legislação de Constantino provavelmente não tinha nenhuma relação com o Cristianismo; parece, pelo contrário, que o imperador, na sua qualidade de Pontifex Maximus, estava apenas acrescentando o dia do Sol, cujo culto estava então firmemente estabelecido no Império Romano. Império, aos demais dias feriais do calendário sagrado…
O que começou, porém, como uma ordenança pagã, terminou como um regulamento cristão; e uma longa série de decretos imperiais, durante os séculos IV, V e VI, ordenando com crescente rigor a abstinência do trabalho aos domingos."
O livro Rest Days de Hutton Webster afirma:

Pois embora quase todas as igrejas em todo o mundo celebrem os mistérios sagrados no sábado de cada semana, ainda assim os cristãos de Alexandria e de Roma, por causa de alguma tradição antiga, deixaram de fazê-lo. Os egípcios da vizinhança de Alexandria e os habitantes de Tebaida realizam suas assembléias religiosas no sábado, mas não participam dos mistérios da maneira usual entre os cristãos em geral: pois depois de terem comido e se fartado com alimentos de todos os tipos , à noite fazendo suas oferendas, eles participam dos mistérios.
A observância dos primeiros cristãos tanto do sábado espiritual do sétimo dia quanto de uma assembléia do Dia do Senhor é evidenciada em uma carta de Inácio de Antioquia aos Magnésios c. 110. As adições pseudo-inacianas ampliaram este ponto ao combinar a observância semanal de um sábado espiritual do sétimo dia com a assembléia do Senhor. Se Pseudo-Inácio data de 140, sua admoestação deve ser considerada uma evidência importante sobre o sábado do século II e a observância do Dia do Senhor. De acordo com fontes clássicas, o descanso sabático generalizado no sétimo dia pelos cristãos gentios também foi o modo predominante nos séculos III e IV.
Ellen G. White (que viveu entre 1827 e 1915) afirma que os concílios ecumênicos seguidamente reduziam o sábado um pouco mais e exaltavam o domingo correspondentemente, e que os bispos eventualmente instaram Constantino a sincretizar o dia de culto, a fim de promover a aceitação nominal do Cristianismo pelos pagãos. Mas "embora muitos cristãos tementes a Deus tenham sido gradualmente levados a considerar o domingo como algo sagrado, eles ainda guardavam o sábado [do sétimo dia]".  Bauckham também afirma que algumas autoridades eclesiásticas continuaram a se opor a isso como uma tendência judaizante.
No século 4, Sócrates Escolástico ( História da Igreja, Livro V ) declarou: 

As assembleias não são realizadas em todas as igrejas no mesmo horário ou da mesma maneira. O povo de Constantinopla, e de quase todos os lugares, reúne-se no sábado, bem como no primeiro dia da semana, costume que nunca é observado em Roma ou em Alexandria. Existem várias cidades e aldeias no Egito onde, ao contrário do costume estabelecido em outros lugares, as pessoas se reúnem nas noites de sábado e, embora tenham jantado anteriormente, participam dos mistérios.
No século V, Sozomen ( História Eclesiástica, Livro VII ), referenciando Sócrates Escolástico, acrescentou à sua descrição: 

Fica claro, portanto, a partir do testemunho das Escrituras, que todo dia começa às 6 horas, e não ao pôr do sol, nem à meia-noite, como muitos afirmam, nem ainda ao nascer do sol, como alguns outros acreditam. Portanto, o sábado começa às 18h, no que é chamado de sexta-feira. Cada hora e minuto é um tempo santificado, “santo para o Senhor e santo para aqueles que o guardam. (ARSH 21 de abril de 1851, p71.7)

### Idade Média
O "Grupo de Estudo do Sábado na África" (SIA), fundado por Charles E. Bradford em 1991, sustenta que o sábado existe na África desde o início da história registrada. Taddesse Tamrat argumentou que esta prática é anterior à defesa de Santo Ewostatewos de observar o sábado e o domingo como dias de sábado, o que levou ao seu eventual exílio da Etiópia por volta de 1337. O imperador Zara Yaqob convocou um sínodo em Tegulet em 1450 para discutir a questão do sábado.
Seitas, como os valdenses, mantiveram a observância do sábado na Europa durante a Idade Média. Na Boêmia, até um quarto da população guardava o sábado do sétimo dia em 1310. Esta prática continuou pelo menos até o século 16, quando Erasmo escreveu sobre a prática.
A Igreja Unitária condenou o sabatismo como inovação (proibida pela lei da Transilvânia sobre tolerância religiosa) em 1618. A última congregação sabatista na Transilvânia desapareceu no século 19 e os sabatistas restantes, conhecidos como "Somrei Sabat" (a transliteração húngara das palavras hebraicas para "observadores do sábado") juntaram-se às comunidades judaicas existentes, nas quais foram eventualmente absorvidos. O sabatismo também se expandiu para a Rússia, onde seus adeptos eram chamados de Subbotniks, e, a partir daí, o movimento se expandiu para outros países. Alguns dos Subbotniks russos mantiveram uma identidade cristã doutrinariamente, enquanto outros se converteram formalmente ao judaísmo e foram assimilados pelas comunidades judaicas da Rússia. Alguns destes últimos, no entanto, que se tornaram judeus, embora eles e os seus descendentes praticassem o judaísmo e não tivessem praticado o cristianismo durante quase dois séculos, ainda mantiveram uma identidade distinta como russos étnicos convertidos ao judaísmo até mais tarde. 
Um pequeno número de igrejas socinianas antitrinitárias da Europa Oriental e da Holanda adotaram o sétimo dia como dia de adoração e descanso.

### Reforma
Na época da Reforma Protestante alguns Anabatistas, como Oswald Glaidt, argumentavam que o sétimo dia deveria ser observado como o sábado e que o sábado dominical era uma invenção do Papa. Andreas Karlstadt defendeu a observância do sétimo dia da semana. Martinho Lutero diferia dele por acreditar que os cristãos eram livres para observar qualquer dia da semana, desde que fosse uniforme. Sua defesa do sábado, e de outras entre os anabatistas, fez com que ele fosse censurado como judeu e herege.
O sabatismo do sétimo dia foi revivido na Inglaterra do século XVII. Os primeiros defensores incluíram os Homens Elisabetanos do Sétimo Dia, os Traskitas (depois de John Traske, 1586-1636), Dorothy Traske, Hamlet Jackson e Thomas Brabourne. Em 1650, James Ockford publicou em Londres o livro A Doutrina do Quarto Mandamento, Deformado pelo Papado, Reformado e Restaurado à sua Pureza Primitiva, que foram os primeiros escritos de um batista defendendo a observância do sábado. O livro gerou tanto incômodo que o prefeito de Salisbury, cidade onde Ockford morava, pediu orientação ao presidente do Parlamento sobre como conduzir a obra; uma comissão parlamentar determinou que todas as cópias deveriam ser queimadas sem dar oportunidade a James Ockford de defendê-las. Apenas um exemplar escapou, hoje guardado numa biblioteca de Oxford. A maioria dos sabatistas do sétimo dia faziam parte da Igreja Batista do Sétimo Dia e sofreram dura oposição das autoridades anglicanas e dos puritanos. A primeira igreja Batista do Sétimo Dia nos Estados Unidos foi estabelecida em Newport, Rhode Island, em 1671.

## Igrejas modernas

### Batistas do Sétimo Dia

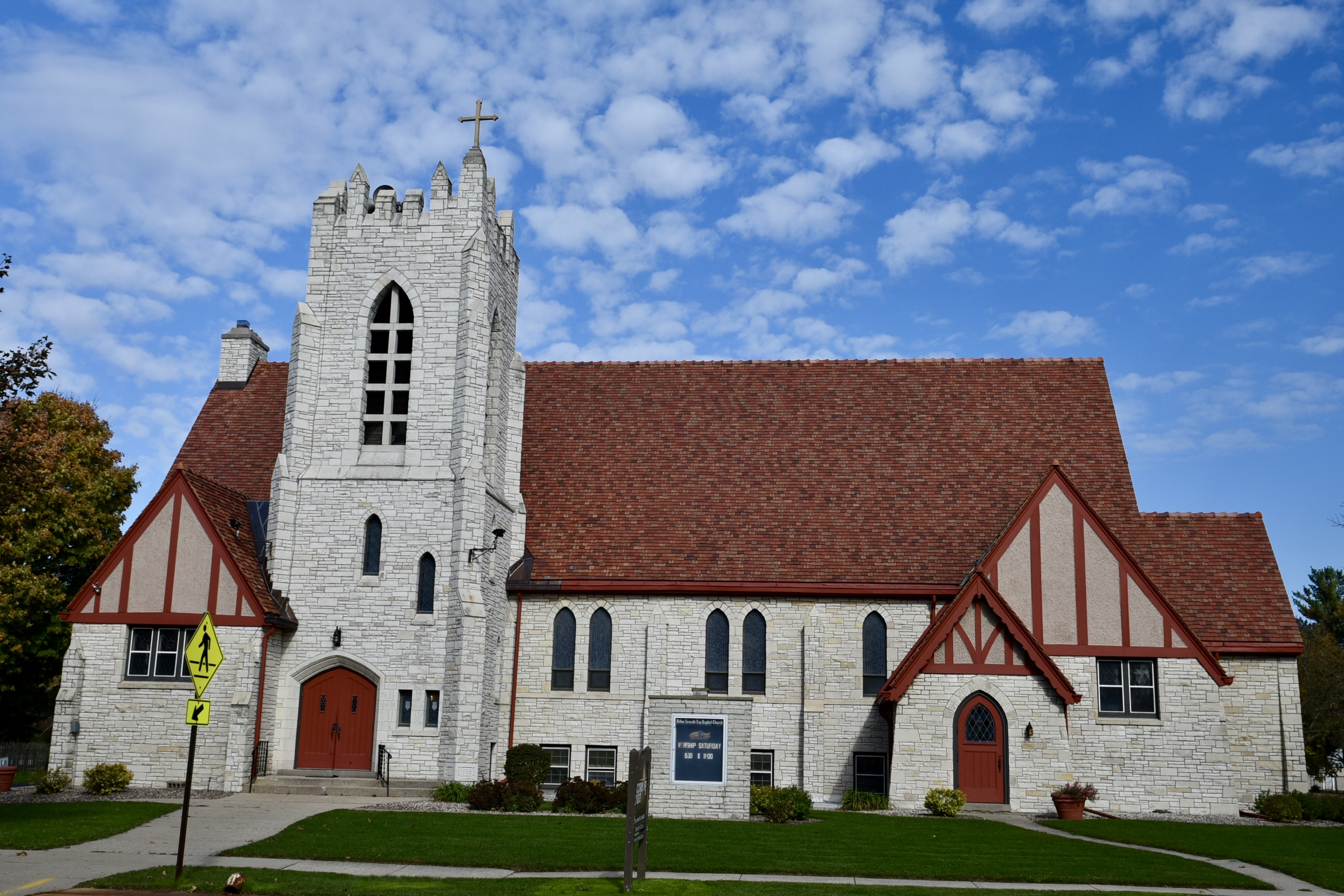
Uma Igreja Batista do Sétimo Dia em Milton, Wisconsin

Os Batistas do Sétimo Dia são batistas cristãos que observam o sábado do sétimo dia, como um dia santo para Deus. Eles entendem que a observância é um sinal de obediência numa relação de aliança com Deus e não uma condição de salvação. Eles adotam uma teologia batista da aliança, baseada no conceito de sociedade regenerada, no batismo consciente dos crentes por imersão, no governo congregacional e na base bíblica de opinião e prática.
A primeira Igreja Batista do Sétimo Dia conhecida foi a Igreja Mill Yard estabelecida em Londres, onde o primeiro culto ocorreu em 1651, liderado por Peter Chamberlen . MD "o Terceiro". Os primeiros registros de atividades da igreja foram destruídos num incêndio; o segundo livro de registros está em posse da Biblioteca e Arquivo Histórico Batista do Sétimo Dia, a igreja local continua suas atividades até hoje. A imigração para as colônias britânicas na América do Norte também incluiu batistas do sétimo dia, o casal Stephen e Anne Mumford foram os primeiros batistas do sétimo dia nas Américas e com outros cinco batistas que guardaram o sábado, estabelecendo em 1672 a primeira Igreja Batista do Sétimo Dia no Américas, localizada em Newport, expandindo-se para outros territórios.
É a mais antiga denominação sabatista moderna, são formadas por igrejas em todo o mundo, com mais de 520 igrejas e aproximadamente 45.000 membros, tendo interação constante entre si através de conferências em cada país e através da Federação Mundial Batista do Sétimo Dia.

### Adventistas Sabatistas

#### Adventistas do sétimo dia
A Igreja Adventista do Sétimo Dia é a maior denominação sabatista moderna do sétimo dia, com 21.414.779 membros em 31 de dezembro de 2018, e considera o sábado como um dos Pilares do Adventismo. O Adventismo do Sétimo Dia cresceu a partir do movimento milerita na década de 1840, e alguns de seus fundadores (Cyrus Farnsworth, Frederick Wheeler, um ministro metodista e Joseph Bates, um capitão do mar) foram convencidos em 1844-1845 da importância do sabatismo sob a influência de Rachel Oakes Preston, uma jovem leiga batista do sétimo dia que vivia em Washington, New Hampshire e através de um artigo publicado no início de 1845 sobre o tema (Esperança de Israel) por Thomas M. Preble, pastor da congregação Batista do Livre Arbítrio em Nashua, Nova Hampshire.
Os adventistas do sétimo dia observam o sábado de sexta à noite até sábado à noite. Em locais onde o sol não aparece ou não se põe durante vários meses, como o norte da Escandinávia, a tendência é considerar um horário arbitrário como as 18 horas como “pôr do sol”. Durante o sábado, os adventistas evitam o trabalho e os negócios seculares, embora a assistência médica e o trabalho humanitário sejam aceitos. Embora existam variações culturais, a maioria dos adventistas também evita atividades como compras, esportes e certas formas de entretenimento. Os adventistas normalmente se reúnem para os cultos da igreja nas manhãs de sábado. Alguns também se reúnem na sexta-feira à noite para dar as boas-vindas nas horas de sábado (às vezes chamadas de "vésperas" ou "sábado de abertura"), e alguns da mesma forma se reúnem no "sábado de encerramento".
Tradicionalmente, os Adventistas do Sétimo Dia sustentam que os Dez Mandamentos (incluindo o quarto mandamento relativo ao sábado) fazem parte da lei moral de Deus, não revogados pelos ensinamentos de Jesus Cristo, que se aplicam igualmente aos cristãos. Este era um entendimento cristão comum [b] antes da controvérsia sabatista levar os observadores do domingo a adotarem uma posição antinomiana mais radical. Os adventistas têm tradicionalmente distinguido entre "lei moral" e "lei cerimonial", argumentando que a lei moral continua a vincular os cristãos, enquanto os eventos previstos pela lei cerimonial foram cumpridos pela morte de Cristo na cruz.

##### História
Os "Adventistas Sabatistas" surgiram entre 1845 e 1849 dentro do movimento adventista de William Miller, que mais tarde se tornaria os Adventistas do Sétimo Dia. Frederick Wheeler começou a guardar o sétimo dia como sábado depois de estudar pessoalmente o assunto em março de 1844, após uma conversa com Rachel Preston, de acordo com seu relatório posterior. Ele tem a reputação de ser o primeiro ministro adventista ordenado a pregar em apoio ao sábado. Vários membros da igreja em Washington, New Hampshire, a quem ele ministrava ocasionalmente, também seguiram sua decisão, formando a primeira igreja adventista sabatista. Estes incluíam William Farnsworth e seu irmão Cyrus. TM Preble logo aceitou de Wheeler, Oakes ou de outra pessoa da igreja. Esses eventos precederam o Grande Decepcionamento, que se seguiu pouco depois, quando Jesus não retornou como os mileritas esperavam em 22 de outubro de 1844.
Preble foi o primeiro milerita a promover o sábado na forma impressa, através da edição de 28 de fevereiro de 1845 da Adventist Hope of Israel em Portland, Maine. Em março, ele publicou suas opiniões sobre o sábado em forma de tratado como Um Tratado, Mostrando que o Sétimo Dia Deveria Ser Observado como o Sábado, em vez do Primeiro Dia; “Segundo o Mandamento” . Este tratado levou à conversão de John Nevins Andrews e outras famílias adventistas em Paris, Maine, bem como à conversão de Joseph Bates em 1845, que se tornou o principal defensor do sábado entre este grupo. Esses homens, por sua vez, convenceram James Springer White, Ellen Harmon (mais tarde White) e Hiram Edson, de Nova York. Sabe-se que Preble guardou o sábado do sétimo dia até meados de 1847. Mais tarde, ele repudiou o sábado e se opôs aos adventistas do sétimo dia, sendo o autor de The First-Day Sabbath .
Bates propôs uma reunião em 1846 entre os crentes em New Hampshire e Nova York, que aconteceu na fazenda de Edson em Port Gibson, onde Edson e outros crentes de Port Gibson aceitaram prontamente a mensagem do sábado e formaram uma aliança com Bates, White e Harmon. Entre abril de 1848 e dezembro de 1850, 22 conferências sabáticas em Nova York e Nova Inglaterra permitiram que White, Bates, Edson e Stephen Pierce chegassem a conclusões sobre questões doutrinárias.
Também em 1846, um panfleto escrito por Bates criou um interesse generalizado no sábado. Bates, White, Harmon, Edson, Wheeler e SW Rhodes lideraram a promoção do sábado, em parte através de publicações regulares. A revista Present Truth foi amplamente dedicada ao sábado no início.
Em 1851, os adventistas ensinaram que o sábado começa às 18h de sexta-feira, e não ao pôr do sol, nem à meia-noite, nem ao nascer do sol: 

Fica claro, portanto, a partir do testemunho das Escrituras, que todo dia começa às 6 horas, e não ao pôr do sol, nem à meia-noite, como muitos afirmam, nem ainda ao nascer do sol, como alguns outros acreditam. Portanto, o sábado começa às 18h, no que é chamado de sexta-feira. Cada hora e minuto é um tempo santificado, “santo para o Senhor e santo para aqueles que o guardam. (ARSH 21 de abril de 1851, p71.7)
Os adventistas realizaram uma conferência em Battle Creek, Michigan, em 16 de novembro de 1855. Nesta conferência, eles votaram para aceitar a decisão de JN Andrews de que o sábado começa ao pôr do sol:

Uma divisão entre eles estava surgindo sobre esta questão. Assim, o Élder J. N. Andrews, o melhor erudito que eles tinham na época, foi solicitado a estudar o assunto e apresentar sua conclusão na conferência realizada em Battle Creek, Michigan, em 16 de novembro de 1855. Ele fez isso e decidiu que o pôr do sol era o período bíblico. hora de começar o sábado. A conferência votou para aceitar seu ponto de vista... “Então, quatro dias depois de Andrews e a conferência terem resolvido o assunto, a Sra. White teve uma visão na qual um anjo lhe disse que o pôr do sol era o momento certo!!! ... Naquela visão ela reclamou com o anjo e pediu uma explicação. Ela diz: ‘Perguntei por que foi assim, que neste último dia devemos mudar a hora de início do sábado. Disse o anjo: “Compreendereis, mas ainda não, ainda não.”’ (‘Test.,’ Vol. I., p. 116).
Desde aquela conferência, os adventistas têm ensinado que o sábado vai do pôr do sol de sexta-feira até o pôr do sol de sábado.
Os adventistas resolveram para sempre a questão de quando o sábado começa, votando na conferência de 1855 para mudar o sábado de começar às 18h de sexta-feira para começar ao pôr do sol de sexta-feira. O sábado do “pôr do sol de sexta-feira ao pôr do sol de sábado” foi confirmado por Ellen White tendo uma visão na qual um anjo lhe disse: “De tarde a tarde celebrareis o vosso sábado”.

A visão alinhou Ellen White e Joseph Bates, e eles aceitaram a visão de todo o coração. A questão do tempo para começar o sábado foi resolvida para sempre — resolvida com base no estudo da Bíblia, confirmado pela visão. Foi realmente uma experiência significativa na liderança de Deus (1 BIO 324.8).
JN Andrews foi o primeiro adventista a escrever uma defesa do sábado em formato de livro, publicada pela primeira vez em 1861. Dois dos livros de Andrews incluem Testemunho dos Padres dos Três Primeiros Séculos sobre o Sábado e o Primeiro Dia e História do Sábado .

##### Escatologia
Os pioneiros da igreja têm tradicionalmente ensinado que o sábado do sétimo dia será um teste, levando ao selamento do povo de Deus durante o fim dos tempos, embora haja pouco consenso sobre como isso irá acontecer. A Igreja ensina claramente que haverá uma lei dominical internacional aplicada por uma coligação de autoridades religiosas e seculares, e que todos os que não a observarem serão perseguidos, presos ou martirizados. Isto é tirado da interpretação da igreja, seguindo Ellen G. White, de Daniel 7:25, Apocalipse 13:15, Apocalipse 7:, Ezequiel 20:12-20 e êxodo 31:13. Onde o tema da perseguição aparecia na profecia, acredita-se que é sobre o sábado. Alguns dos primeiros adventistas foram presos por trabalharem no domingo, em violação de várias leis azuis locais que legislavam o domingo como dia de descanso.

#### Reformadores Adventistas do Sétimo Dia
Movimento de Reforma Adventista do Sétimo Dia, formado como resultado de um cisma dentro da Igreja Adventista do Sétimo Dia na Europa durante a Primeira Guerra Mundial sobre a posição que seus líderes da igreja europeia assumiram na observância do sábado e no comprometimento dos membros da Igreja Adventista do Sétimo Dia com o cumprimento de armas no serviço militar para a Alemanha na guerra.

#### Adventistas Davidianos do Sétimo Dia
A Associação Geral dos Adventistas do Sétimo Dia Davidianos (Davidianos) ou Vara do Pastor é uma ramificação americana da Igreja Adventista do Sétimo Dia, com sede no Mount Carmel Center, perto de Waco, Texas. Foi fundada em 1929 por Victor Houteff, seu Presidente e Profeta.

#### Igreja de Deus (Sétimo Dia)
O movimento Igrejas de Deus (Sétimo Dia) é composto por uma série de igrejas que guardam o sábado e representa uma linhagem de adventistas sabatistas que rejeitaram as visões e ensinamentos de Ellen G. White antes da formação da Igreja Adventista do Sétimo Dia em 1863. Entre as quais a Conferência Geral da Igreja de Deus (7º Dia), ou simplesmente CoG7, com sede em Salem, Virgínia Ocidental, é a organização mais conhecida.

### Armstrongismo
O sabatismo do sétimo dia foi uma característica fundamental da antiga Igreja Mundial de Deus, fundada por Herbert W. Armstrong, e de seus vários movimentos descendentes. Armstrong, que iniciou a Rádio Igreja de Deus, foi ordenado em 1931 pela Associação da Igreja de Deus (Sétimo Dia) de Oregon, um grupo adventista, e começou a servir uma congregação em Eugene, Oregon. A transmissão foi essencialmente um culto condensado no ar, com hinos cantados junto com a mensagem de Armstrong, e foi o ponto de lançamento para o que se tornaria a Igreja Mundial de Deus.

### Pentecostais Sabatistas
Algumas igrejas pentecostais também observam o Shabat aos sábados.
A Igreja do Verdadeiro Jesus, fundada em Pequim, China, em 1917, apoia o sábado do sétimo dia e tem aproximadamente dois milhões de membros em todo o mundo. O obreiro da igreja primitiva Ling-Sheng Zhang adotou o sábado do sétimo dia depois de estudar teologia adventista do sétimo dia, e o colaborador Paul Wei era originalmente adventista do sétimo dia. Um missionário americano chamado Berntsen, que pertencia a uma Igreja de Deus que guardava o sábado, também era influente entre os obreiros da igreja.
A Igreja dos Soldados da Cruz (oficialmente - Igreja Evangélica Internacional dos Soldados da Cruz de Cristo) é organizada no início da década de 1920 por um empresário americano chamado Ernest William Sellers em Havana, Cuba.

### Outros grupos
Outras igrejas e movimentos sabatistas menores incluem:
- Igreja Adventista da Promessa
- Assembleia de Yahweh 7º Dia, formada em Holt, Michigan
- Assembléias de Yahweh, com sede em Betel, Pensilvânia
- Criação Igreja Adventista do Sétimo Dia
- Raízes Hebraicas[61]
- Casa de Yahweh 7º Dia, com sede em Clyde, Texas
- La Iglesia de Dios, Incorporada, uma igreja pentecostal fundada em Porto Rico em 1939, eles defendem a observância do sábado bíblico, também têm uma doutrina distinta que os diferencia do pentecostalismo dominante, as mulheres nesta igreja usam véu durante os serviços religiosos, para orar ou profetizar.
- Jemaat Allah Global Indonesia (JAGI), internacionalmente conhecida como Igreja Cristã Unitária da Indonésia (UCCI), com sede em Semarang, Java Central, Indonésia, é uma igreja unitária que observa algumas práticas da Lei de Moisés, como leis dietéticas e o sábado do sétimo dia[62]
- Logos Igreja Apostólica de Deus, no Reino Unido, Quênia, Uganda, Tanzânia e Sudão[63]
- Judaísmo Messiânico, alguns Judeus Messiânicos observam o Shabat aos sábados[64]
- Remnant Fellowship, sediada em Brentwood, Tennessee e fundada em 1999 por Gwen Shamblin Lara[65]
- Igreja do Advento do Descanso Sabático
- A Igreja Remanescente do Sétimo Dia[66]
- Subbotniks, ramos de cristãos espirituais na e da Rússia, a maioria pertencia ao judaísmo rabínico e caraíta, a minoria ao cristianismo[67]
- Yehowists, um movimento milenar cristão espiritual russo fundado na década de 1840
- Fundada na Truth Fellowship, uma igreja não denominacional localizada em Rock Hill, SC, se reúne aos sábados e o reconhece como o sábado bíblico.[68]

## Leitura complementar
- Tonstad, Sigve K (2009). The Lost Meaning of the Seventh Day. [S.l.]: Andrews University Press. ISBN 9781883925659
- Nekrutman, David (2022). Your Sabbath Invitation: Partnership in God's Ultimate Celebration. [S.l.: s.n.] ISBN 978-0578262512